# Emily in Paris
Emily in Paris je americký komediálně-dramatický seriál showrunnera a scenáristy Darrena Stara. První řada byla zveřejněna na Netflixu dne 2. října 2020. V hlavní roli se objevila Lily Collins jako titulní hrdinka, Američanka jménem Emily, která se přestěhovala do Paříže kvůli práci. Emily se snaží uspět na novém pracovišti a také si najít přátele a lásku. Zažívá kulturní šok, protože Paříž se ničím nepodobá „nudnému amerického Středozápadu“, v jehož prostředí vyrostla. V dalších rolích se objevili Ashley Park, Philippine Leroy-Beaulieu, Lucas Bravo, Samuel Arnold, Camille Razat a Bruno Gouery.
Dne 11. listopadu 2020 Netflix na svém facebookovém účtu potvrdil, že vznikne druhá řada seriálu. Druhá řada byla na Netflixu zveřejněna 22. prosince 2021. V lednu 2022 Netflix objednal třetí a čtvrtou řadu seriálu. Třetí řada seriálu měla premiéru 21. prosince 2022.

## O seriálu
Seriál pojednává o mladé Američance Emily z Chicaga, která se stěhuje do Paříže za nečekanou pracovní příležitostí. Její nadřízená, která měla do Paříže jet, totiž nečekaně otěhotněla. Emily se tedy vydává do Paříže, i když neumí ani slovo francouzsky a její přítel je zásadně proti (a krátce po jejím příjezdu se s ní rozejde). V Paříži má pracovat pro francouzskou prestižní marketingovou firmu Savoir, má využít svůj americký pohled na marketing a starat se o účty klientů firmy na sociálních sítích. Emily se snaží přizpůsobit novému městu, ale často dochází ke střetu kultur. Snaží se prosadit v pracovním kolektivu, kde je značně neoblíbená. Kromě toho si musí najít nové přátele, a hlavně lásku.

## Obsazení

### Hlavní role
| Lily Collins              | Emily Cooper                                                         |
| Philippine Leroy-Beaulieu | Sylvie, Emilyina přísná nadřízená v Savoir v Paříži                  |
| Ashley Park               | Mindy Chen, chůva a Emilyina první kamarádka v Paříži                |
| Lucas Bravo               | Gabriel, Emilyin přitažlivý soused a šéfkuchař v nedaleké restauraci |
| Samuel Arnold             | Julien, Emilyin dramatický kolega                                    |
| Bruno Gouery              | Luc, Emilyin zábavný kolega                                          |
| Camille Razat             | Camille, Emilyina nová kamarádka                                     |
| William Abadie            | Antoine Lambert, klient vlastnící společnost s parfémy Maison Lavaux |

### Vedlejší role
| Kate Walsh             | Madeline Wheeler, Emilyina nadřízená v Chicagu             |
| Jean-Christophe Bouvet | Pierre Cadault, francouzský módní návrhář a strýc Mathieua |
| Charles Martins        | Mathieu Cadault, podnikatel a Pierrův synovec              |
| Charley Fouquet        | Catherine Lambert, Antoinova manželka                      |
| Victor Meutelet        | Timothée, Camillin mladší bratr                            |
| Camille Japy           | Louise, Camillina matka                                    |
| Christophe Guybet      | Gerard, Camillin otec                                      |
| David Prat             | Théo, Camillin bratr                                       |
| Lucien Laviscount      | Alfie, britský bankéř (2. řada)                            |
| Kevin Dias             | Benoît, člen kapely a Mindyin přítel (2. řada)             |
| Jin Xuan Mao           | Étienne, člen kapely (2. řada)                             |
| Søren Bregendal        | Erik DeGroot, fotograf a Sylviin přítel (2. řada)          |
| Arnaud Binard          | Laurent G., Sylviin manžel (2. řada)                       |
| Melia Kreiling         | Sofia Sideris, řecká umělkyně (3. řada)                    |
| Paul Forman            | Nicolas de Léon (3. řada)                                  |

### Hostující role

#### 1. řada
| Arnaud Viard      | Paul Brossard, majitel Savoir                                               |
| Roe Hartrampf     | Doug, Emilyin americký přítel, který se s ní krátce po odjezdu rozejde      |
| Eion Bailey       | Randy Zimmer, známý majitel sítě hotelů                                     |
| Aleksandra Yermak | Klara, obchodní zástupce švédské firmy Hästens, prodávající luxusní postele |
| Julien Floreancig | Thomas, profesor sémiotiky                                                  |
| Carlson Young     | Brooklyn Clark, mladá a slavná americká herečka                             |
| Elizabeth Tan     | Li, nejlepší kamarádka Mindy                                                |
| Alice Hewkin      | Shay, kamarádka Mindy a družička Li                                         |
| Feichan Zeng      | družička Li                                                                 |
| Faith Prince      | Judith Robertson, členka The American Friends of the Louvre                 |
| Claude Perron     | Patricia                                                                    |
| Isiah Hodges      | návrhář z designérského dua Grey Space                                      |
| Christophe Tek    | návrhář z designérského dua Grey Space                                      |

#### 2. řada
| Jeremy O. Harris  | Grégory Elliot Duprée, módní návrhář |
| Daria Panchenko   | Petra, ukrajinská studentka          |
| Ellen von Unwerth | fotografka                           |
| Benoît Turjman    | mim                                  |
| Janis Abrikh      | Romain                               |
| La Grande Dame    | drag queen                           |
| Lee Aaron Rosen   | Pete Dalrymple                       |
| Stéphane Bonnet   | Rocco                                |
| Maja Simonsen     | Juliana                              |
| Juliette Ménager  | Madame Mange                         |
| Julien Looman     | Gerhard, agent Ellen von Unwerth     |
| Luca Ivoula       | Raphael                              |

## Seznam dílů

### 1. řada (2020)
| Č. v seriálu | Č. v řadě | Původní název                | Český název               | Režie          | Scénář                     | Premiéra v USA |
| ------------ | --------- | ---------------------------- | ------------------------- | -------------- | -------------------------- | -------------- |
| 1            | 1         | Emily in Paris               | Emily v Paříži            | Andrew Fleming | Darren Star                | 2. října 2020  |
| 2            | 2         | Masculin Féminin             | Vagína není chlap         | Andrew Fleming | Darren Star                | 2. října 2020  |
| 3            | 3         | Sexy or Sexist               | Sexy nebo sexistické      | Andrew Fleming | Darren Star                | 2. října 2020  |
| 4            | 4         | A Kiss Is Just A Kiss        | Je to jenom polibek       | Zoe Cassavetes | Kayla Alpert               | 2. října 2020  |
| 5            | 5         | Faux amis                    | Falešní přátelé           | Zoe Cassavetes | Ali Waller a Joe Murphy    | 2. října 2020  |
| 6            | 6         | Ringarde                     | Jednoduchá                | Andrew Fleming | Matt Whitaker              | 2. října 2020  |
| 7            | 7         | French Ending                | Francouzský konec         | Andrew Fleming | Emily Goldwyn a Sarah Choi | 2. října 2020  |
| 8            | 8         | Family Affair                | Rodinná aféra             | Andrew Fleming | Grant Sloss                | 2. října 2020  |
| 9            | 9         | An American Auction in Paris | Americká aukce v Paříži   | Peter Lauer    | Alison Brown               | 2. října 2020  |
| 10           | 10        | Cancel Couture               | Vysoká móda, zrušená móda | Peter Lauer    | Grant Sloss                | 2. října 2020  |

### 2. řada (2021)
| Č. v seriálu | Č. v řadě | Původní název                                | Český název                           | Režie              | Scénář       | Premiéra v USA    |
| ------------ | --------- | -------------------------------------------- | ------------------------------------- | ------------------ | ------------ | ----------------- |
| 11           | 1         | Voulez-Vous Coucher Avec Moi?                | Voulez-Vous Coucher Avec Moi?         | Andrew Fleming     | Darren Star  | 22. prosince 2021 |
| 12           | 2         | Do You Know the Way to St. Tropez?           | Jak se dostanu do St. Tropez?         | Andrew Fleming     | Grant Sloss  | 22. prosince 2021 |
| 13           | 3         | Bon Anniversaire!                            | Bon Anniversaire!                     | Andrew Fleming     | Alison Brown | 22. prosince 2021 |
| 14           | 4         | Jules and Em                                 | Jules a Em                            | Peter Lauer        | Joe Murphy   | 22. prosince 2021 |
| 15           | 5         | An Englishman in Paris                       | Angličan v Paříži                     | Katina Medina Mora | Sarah Choi   | 22. prosince 2021 |
| 16           | 6         | Boiling Point                                | Bod varu                              | Katina Medina Mora | Alison Brown | 22. prosince 2021 |
| 17           | 7         | The Cook, the Thief, Her Ghost and His Lover | Kuchař, zloděj, náfuka a jeho milenka | Jennifer Arnold    | Joe Murphy   | 22. prosince 2021 |
| 18           | 8         | Champagne Problems                           | Trable v Champagne                    | Jennifer Arnold    | Darren Star  | 22. prosince 2021 |
| 19           | 9         | Scents & Sensibility                         | Vůně a cit                            | Andrew Fleming     | Sarah Choi   | 22. prosince 2021 |
| 20           | 10        | French Revolution                            | Francouzská revoluce                  | Andrew Fleming     | Grant Sloss  | 22. prosince 2021 |

### 3. řada
| Č. v seriálu | Č. v řadě | Původní název                      | Český název                     | Režie              | Scénář       | Premiéra v USA    |
| ------------ | --------- | ---------------------------------- | ------------------------------- | ------------------ | ------------ | ----------------- |
| 21           | 1         | I Have Two Lovers                  | Mám dvě lásky                   | Andrew Fleming     | Grant Sloss  | 21. prosince 2022 |
| 22           | 2         | What It's All About...             | What It's All About...          | Andrew Fleming     | Alison Brown | 21. prosince 2022 |
| 23           | 3         | Coo D'état                         | Holubičí převrat                | Andrew Fleming     | Joe Murphy   | 21. prosince 2022 |
| 24           | 4         | Live from Paris, It's Emily Cooper | Emily Cooperová živě z Paříže   | Erin Ehrlich       | Sarah Choi   | 21. prosince 2022 |
| 25           | 5         | Ooo La La Liste                    | Být v La Liste                  | Erin Ehrlich       | Robin Schiff | 21. prosince 2022 |
| 26           | 6         | Ex-en-Provence                     | Ex-en-Provence                  | Peter Lauer        | Liz Eney     | 21. prosince 2022 |
| 27           | 7         | How to Lose a Designer in 10 Days  | Jak ztratit návrháře v 10 dnech | Katina Medina Mora | Joe Murphy   | 21. prosince 2022 |
| 28           | 8         | Fashion Victim                     | Oběť módy                       | Katina Medina Mora | Alison Brown | 21. prosince 2022 |
| 29           | 9         | Love Is in the Air                 | Ve vzduchu je láska             | Andrew Fleming     | Grant Sloss  | 21. prosince 2022 |
| 30           | 10        | Charade                            | Šaráda                          | Andrew Fleming     | Darren Star  | 21. prosince 2022 |

### 4. řada
V lednu 2022 Netflix potvrdil vznik třetí a čtvrté řady seriálu.

## Vznik seriálu

### Výroba a casting
Dne 5. září 2018 bylo oznámeno, že televizní společnost Paramount Network si objednala první řadu seriálu, sestávající z deseti dílů. Seriál vytvořil Darren Star, který se též měl stát rovněž výkonným producentem, stejně jako Tony Hernandez. Seriál měla zaštítit produkční společnost Jax Media. Dne 13. července 2020 bylo oznámeno, že se seriál nebude vysílat na Paramount Network, nýbrž jej převezme placená videotéka Netflix.
Dne 3. dubna 2019 byla do hlavní role obsazena Lily Collins. Dne 13. srpna 2019 se k hlavnímu obsazení přidala Ashley Park. Dne 19. září 2019 byli následně obsazeni Philippine Leroy-Beaulieu, Lucas Bravo, Samuel Arnold, Camille Razat a Bruno Gouery do hlavních rolí. Herci Kate Walsh, William Abadie a Arnaud Viard byli naproti tomu obsazeni do rolí vedlejších. Na konci září 2021 bylo oznámeno, že druhá řada seriálu bude vydána 22. prosince 2021.

### Natáčení
Natáčení seriálu mělo původně začít na začátku roku 2019 v Paříži a na jejích předměstích, ale nakonec byl začátek natáčení posunut na srpen téhož roku. 
Mnoho scén se natáčelo na Place de l'Estrapade v 5. pařížském obvodu, přesněji scény z Emilyina bytu, restaurace „Les Deux Compères“ a pekárny. Některé scény se také točily v komplexu filmových studií Cité du Cinéma, nacházejících se v severní části Paříže Saint-Denis. Jeden díl též vznikal v Château de Sonnay (v departementu Indre-et-Loire). Kromě toho se také v listopadu 2019 dotáčely scény v Chicagu.